# Полищук, Иван Иванович
Иван Иванович Полищук (1918—1943) — лейтенант Рабоче-крестьянской Красной Армии, участник Великой Отечественной войны, Герой Советского Союза (1943).

## Биография
Иван Полищук родился 12 декабря 1918 года в селе Липянка. После окончания педучилища работал учителем начальных классов. В 1939 году Полищук был призван на службу в Рабоче-крестьянскую Красную Армию. С августа 1941 года — на фронтах Великой Отечественной войны. В 1942 году он окончил Ростовское артиллерийское училище.
К сентябрю 1943 года гвардии лейтенант Иван Полищук командовал батареей 9-го гвардейского отдельного истребительно-противотанкового дивизиона 10-й гвардейской воздушно-десантной дивизии 37-й армии Степного фронта. Отличился во время битвы за Днепр. В ночь с 30 сентября на 1 октября 1943 года батарея Полищука одной из первых переправилась через Днепр к югу от Кременчуга и приняла активное участие в боях за захват и удержание плацдарма на его западном берегу. 14 октября 1943 года в районе Днепровокаменки батарея успешно отразила немецкую контратаку, нанеся противнику большие потери в боевой технике и живой силе. В тех боях Полищук уничтожил 12 вражеских солдат, а затем успешно вывел свою батарею из окружения. 31 октября 1943 года Полищук пропал без вести в боях на криворожском направлении.
Указом Президиума Верховного Совета СССР от 20 декабря 1943 года «за мужество, отвагу и героизм, проявленные в борьбе с немецкими захватчиками» гвардии лейтенант Иван Полищук посмертно был удостоен высокого звания Героя Советского Союза. Также был награждён орденами Ленина и Красной Звезды.